# Мафіль
Ма́філь (ісп. Máfil) — селище в Чилі. Адміністративний центр однойменної комуни. Населення - 3796 осіб (2002). Селище і комуна входить до складу  провінції Вальдивія і регіону Лос-Ріос.
Територія комуни — 582,7 км². Чисельність населення - 7153 осіб (2007). Щільність населення - 12,28 чол./км².

## Розташування
Селище розташоване за 29 км на північний схід від адміністративного центру регіону міста Вальдивія.
Комуна межує:
- на півночі - з комуною Марикіна
- на північному сході - з комуною Ланко
- на сході — з комуною Пангіпульї
- на півдні - з комуною Лос-Лагос
- на заході — з комуною Вальдивія

### Клімат
Громада знаходиться у зоні, котра характеризується морським кліматом. Найтепліший місяць — січень із середньою температурою 16.7 °C (62 °F). Найхолодніший місяць — липень, із середньою температурою 7.8 °С (46 °F).
| Клімат Мафіля           | Клімат Мафіля | Клімат Мафіля | Клімат Мафіля | Клімат Мафіля | Клімат Мафіля | Клімат Мафіля | Клімат Мафіля | Клімат Мафіля | Клімат Мафіля | Клімат Мафіля | Клімат Мафіля | Клімат Мафіля | Клімат Мафіля |
| Показник                | Січ.          | Лют.          | Бер.          | Квіт.         | Трав.         | Черв.         | Лип.          | Серп.         | Вер.          | Жовт.         | Лист.         | Груд.         | Рік           |
| Абсолютний максимум, °C | 36            | 35            | 32            | 27            | 21            | 18            | 18            | 20            | 26            | 28            | 32            | 33            | 36            |
| Середній максимум, °C   | 22            | 22            | 20            | 16            | 13            | 11            | 11            | 12            | 14            | 17            | 18            | 20            | 16            |
| Середня температура, °C | 16            | 16            | 14            | 11            | 9             | 8             | 8             | 8             | 9             | 11            | 12            | 15            | 11            |
| Середній мінімум, °C    | 11            | 10            | 9             | 7             | 6             | 5             | 5             | 4             | 5             | 6             | 7             | 10            | 7             |
| Абсолютний мінімум, °C  | 2             | 1             | 2             | −2            | −3            | −7            | −5            | −3            | −2            | 0             | 0             | 2             | −7            |
| Норма опадів, мм        | 60            | 70            | 130           | 230           | 360           | 440           | 390           | 320           | 200           | 120           | 120           | 100           | 2600          |
| Днів з дощем            | 5             | 6             | 7             | 9             | 19            | 18            | 16            | 15            | 14            | 11            | 7             | 6             | 139           |
| Вологість повітря, %    | 76            | 79            | 82            | 86            | 91            | 92            | 92            | 89            | 84            | 82            | 79            | 78            | 84            |
| ----------------------- | ------------- | ------------- | ------------- | ------------- | ------------- | ------------- | ------------- | ------------- | ------------- | ------------- | ------------- | ------------- | ------------- |
| Джерело: Weatherbase    |               |               |               |               |               |               |               |               |               |               |               |               |               |

## Демографія
Згідно з даними, зібраними під час перепису Національним інститутом статистики, населення комуни становить 7153 особи, з яких 3735 чоловіків та 3418 жінок.
Населення комуни становить 1,91% від загальної чисельності населення регіону Лос-Ріос. 47,15% відноситься до сільського населення і 52,85% - міське населення.